# Librogame EL
Quello che segue è un elenco delle serie di librogame pubblicati dalla Edizioni EL tra il 1985 e il 1999. La collana fu composta da 34 serie per complessivi 186 volumi. I temi spaziavano dal fantasy puro ad avventure storiche, poliziesche, fantascientifiche e contemporanee, in un caso perfino romanzo rosa.
Dopo l'espansione dei primi anni, il fenomeno accusò negli anni novanta un calo e le uscite si ridussero sempre di più, finché dal 1996 rimase in catalogo soltanto la serie Lupo Solitario. Dopo oltre un decennio, le pubblicazioni sono riprese nel 2007 con le ristampe delle serie Ninja e Oberon e l'uscita delle riedizioni di Lupo Solitario.

## Advanced Dungeons & Dragons
Traduzione integrale della serie di librogame Advanced Dungeons and Dragons Adventure Gamebook originariamente pubblicata tra il 1985 e il 1988 dalla TSR (inizialmente intitolata Super Endless Quest, diventata Advanced Dungeons and Dragons Super Endless Quest con il terzo libro della collana e assumendo il titolo definitivo con il quarto libro della collana).
Salvo alcune variazioni per adattarsi alla storia o alle capacità del personaggio, i manuali usano tutti lo stesso regolamento. Un personaggio è definito dal numero di punti ferita, da un certo numero di abilità (da personalizzare distribuendo un certo numero di punti). Per riuscire in alcune azioni, incluso generalmente il combattimento con gli avversari, si deve superare una soglia di difficoltà tirando uno o due dadi e aggiungendo il risultato a una delle abilità.
I libri sono ambientati in diverse ambientazioni della TSR, come Dragonlance, Greyhawk o i Forgotten Realms. I libri rappresentano avventure distinte, non collegate tra un libro e l'altro, con l'eccezione della miniserie 7-8-9, che segue le avventure del mago Carr Delling.
Sono stati pubblicati dalle Edizioni EL, i seguenti libri:
1. Morris Simon. I prigionieri di Pax Tharkas (Prisoners of Pax Tharkas, febbraio 1985), tr. Alessandra Goruppi, 1987.
2. Jean F. Blashfield. La torre fantasma (The Ghost Tower, maggio 1985), tr. Eleonora Baron e Saulo Bianco, 1987.
3. Douglas Niles. Nel castello di Quarras (Escape from Castle Quarras, giugno 1985), tr. Elena Colombetta, 1987.
4. Terry Phillips. La prova (The Soulforge, settembre 1985), tr. Elena Colombetta, 1988.
5. Curtis Smith. Ninja! (Test of the Ninja, novembre 1985), tr. Stefano Alfiero d'Aprile, 1988.
6. Jean F. Blashfield. Il signore di Ravenloft (Master of Ravenloft, gennaio 1986), tr. Saulo Bianco, 1988.
7. Morris Simon. Lo scettro del potere (Sceptre of Power, marzo 1986), tr. Elena Colombetta, 1989.
8. Morris Simon. La corona del mago (The Sorcerer's Crown, luglio 1986), tr. Saulo Bianco, 1990.
9. Morris Simon. Mago contro Mago (Clash of the Sorcerers, novembre 1986), tr. Angela Izzo, 1991, ISBN 978-88-7068-295-3.
10. Roger E. Moore. Nel regno di Baba Yaga (Nightmare Realm of Baba Yaga, maggio 1986), tr. Angela Izzo, 1992.
11. Douglas Niles. I signori del destino (Lords of Doom, settembre 1986), tr. Costanza Galbardi, 1992.
12. Chris Martindale. La maledizione del lupo mannaro (Curse of the Werewolf, febbraio 1987), tr. Costanza Galbardi, 1992.
13. Terry Phillips. I cancelli della morte (Gates of Death, maggio 1987), tr. Angela Izzo, 1993.
14. James Brumbaugh. Il sentiero della paura (Trail Sinister, agosto 1987), tr. Angela Izzo, 1993.
15. Allen Varney. La città scomparsa (The Vanishing City, novembre 1987), tr. Flavio Gregori, 1993, ISBN 978-88-7068-566-4
16. Dezra Despain. Le ombre di Nordmaar (Shadow over Nordmaar, febbraio 1988), tr. Costanza Galbardi, Fabio Accurso, 1993.
17. Steve Perrin. La stirpe di Dragonspear (Spawn of Dragonspear, maggio 1988), tr. Costanza Galbardi, Fabio Accurso, 1994, ISBN 978-88-7068-622-7
18. Chris Martindale. La resa dei conti (Prince of Thieves, agosto 1988), tr. Fabio Accurso, 1996.

## Alla corte di re Artù
Alla corte di re Artù (Grailquest) è una serie di 8 librogame scritti da James Herbert Brennan e ambientati nel leggendario regno di re Artù. È il mago Merlino che con un incantesimo trasporta il lettore nel corpo di un giovane avventuriero. Pubblicati in lingua originale dal 1984 al 1987 dalla Dell Laurel Leaf. Le Edizioni EL hanno pubblicato la traduzione di tutti gli 8 libri tra il 1987 e il 1993.
Sono stati pubblicati i seguenti libri:
1. Il castello di tenebra (The Castle of Darkness, 1984), tr. Judy Moss, Renata Caruzzi, 1987.
2. Caccia al drago (The Den of Dragons, 1984), tr. Flavio Gregori, 1987.
3. Nel regno dei morti (The Gateway of Doom, 1984), tr. Flavio Gregori, 1988.
4. Viaggio nel terrore (Voyage of Terror, 1985), tr. Roberta Gefter Wondrich, 1989.
5. Il regno dell'orrore (Kingdom of Horror, 1985), tr. Piero Budinich, 1990.
6. Il regno del caos (Realm of Chaos, 1986), tr. Laura Pelaschiar, 1990.
7. La tomba degli incubi (Tomb of Nightmares, 1986), tr. Laura Pelaschiar, 1991.
8. La legione dei morti (Legion of the Dead, 1986), tr. Laura Pelaschiar, 1991.

## Avventure stellari
Avventure stellari fu una serie di 5 librogame scritti da Christopher Black in cui il lettore assume il ruolo di un avventuriero spaziale. La serie è contraddistinta dal fatto di essere più un racconto a bivi che un librogame d'avventura, con molti possibili finali. La serie originale, Star Challenge è composta da dieci libri pubblicati tra il 1984 e il 1985 dalla Dell Laurel Leaf. La Edizioni EL ha tradotto solo i primi cinque libri della serie.
Sono stati pubblicati i seguenti libri:
1. Pianeti in pericolo (Planets in Peril, 1984), tr. Francesca Gregoratti, 1986.
2. L'invasione degli androidi (The Android Invasion, 1984), tr. Francesca Gregoratti, 1986.
3. I cavalieri della galassia (Galactic Raiders, 1984), tr. Francesca Gregoratti, 1987.
4. Il palazzo delle illusioni (The Cosmic Funhouse, 1984), tr. Francesca Gregoratti, 1987.
5. Le stelle scomparse (The Exploding Suns, 1984), tr. Francesca Gregoratti, 1988.

## Blood Sword
Traduzione integrale della serie omonima Blood Sword creata da Oliver Johnson e Dave Morris e pubblicata in originale da Knight Books alla fine degli anni ottanta. La Edizioni EL ha pubblicato integralmente tutta la serie. I libri sono illustrati da Russ Nicholson e le mappe sono opera di Geoff Wingate. È ambientato nel mondo di Legend, già ideato per il gioco di ruolo Dragon Warriors. Nel 2018 la Edizioni Librarsi ha cominciato a ristampare la collana in una versione rivista, corretta e aggiornata seguendo le ultime indicazioni degli autori.
Sono stati pubblicati i seguenti libri:
1. I labirinti di Krarth (The Battlepits of Krarth, 1987), tr. Fabiana Rovin, 1990.
2. Il regno di Wyrd (The Kingdom of Wyrd, 1987), tr. Angela Izzo, 1991.
3. L'artiglio del demone (The Demon's Claw, 1987), tr. Angela Izzo, 1992.
4. Viaggio all'inferno (Doomwalk, 1988), tr. Angela Izzo, 1992.
5. Le mura di Spyte (The Walls of Spyte, 1988), tr. Angela Izzo, 1992.

## Compact
(presentazione della serie)
La serie Compact è la traduzione parziale della serie Stephen Thraves Compact Adventure Gamebooks, pubblicata tra il 1993 e il 1994 dalla Hodder & Stoughton in Inghilterra. La Edizioni EL ha pubblicato la traduzione di tutti i libri tra il 1994 e il 1996, eccetto per Murder in the Dark rimasto inedito.
Si caratterizza per il formato ridotto rispetto alle altre 33, così da essere portata anche in viaggio (di qui il nome). Le storie sono tutte molto diverse tra loro per protagonista e ambientazione. Si passa da un fotografo a un agente segreto, ci si immedesima poi in eroi barbarici, bibliotecari, investigatori privati. Il sistema di gioco è organizzato in tre colonne, una con gli obiettivi da centrare in base al libro, una con i "punti-vita" del giocatore, l'altra con 3 oggetti utili che se trovati agevolano notevolmente l'avventura. Questi oggetti se trovati possono essere consultati sui risvolti a colori di copertina.
Sono stati pubblicati i seguenti libri:
1. Stephen Thraves. Il mostro di Loch Ness (Assignment Lochness, 1993), tr. Mariangela Bruna, 1994.
La missione consiste nel provare l'esistenza del mostro scattandogli 6 fotografie nitide.
2. Stephen Thraves. Missione in montagna (Secret Agent A.C.E., 1993), tr. Mariangela Bruna, 1994.
Bisogna distruggere sei ampolle della malefica Formula V3, che trasforma chi la ingerisce in bambini di 8 anni.
3. Stephen Thraves. Il vulcano maledetto (Shadows of Doom, 1993), tr. Mariangela Bruna, 1994.
All'interno del vulcano si devono trovare sei pietre preziosissime che serviranno a pagare un riscatto.
4. Stephen Thraves. L'isola degli spiriti (Haunted Island, 1993), tr. Mariangela Bruna, 1995.
Si tratta di accompagnare un bibliotecario su un'isola di dubbia fama, alla ricerca di cinque calici d'oro.
5. Stephen Thraves. Passi nella nebbia (Footsteps in the Fog, 1994), tr. Mariangela Bruna, 1995.
La missione conduce in molti luoghi dell'onirica Londra Vittoriana, alla ricerca del criminale Lord Flaxby.
6. Stephen Thraves. Sfida di Coppa (Cup Heroes, 1994), tr. Mariangela Bruna, 1995.
Il compito è guidare una squadra di calcio dilettantistica verso il sogno di conquistare la prestigiosa FA Cup.
7. Stephen Thraves. Il treno dei fantasmi (Ghost Ride!, 1994), tr. Mariangela Bruna, 1996.
Lo scopo è assicurarsi il premio per il miglior giornalino scolastico pubblicando le foto di un autentico fantasma.

## Detectives Club
La serie Detectives Club è la traduzione parziale della serie britannica Solve It Yourself... The Mystery Squad di Martin Waddell, pubblicata dalla Blackie tra il 1984 e il 1986. Le Edizioni EL pubblicarono la traduzione dei primi quattro volumi della serie (invertendo l'ordine del terzo e quarto). Restano inediti gli ultimi quattro volumi: The Mystery Squad and the Creeping Castle, The Mystery Squad and the Candid Camera, The Mystery Squad and the Cannonbal Kid, The Mystery Squad and the Robots' Revenge.
Sono stati pubblicati i seguenti libri:
1. Il messaggio del morto (The Mystery Squad and the Dead Man's Message, 1984), tr. Francesca Gregoratti, 1986.
2. L'antiquario (The Mystery Squad and the Artful Dodger, 1984), tr. Flavio Gregori, 1986.
3. Mr. Mezzanotte (The Mystery Squad and Mr. Midnight, 1984), tr. Francesca Gregoratti, 1987.
4. Sull'isola misteriosa (The Mystery Squad and the Whistling Teeth, 1984), tr. Francesca Gregoratti, 1987.

## Dimensione avventura
Traduzione parziale della collana inglese Fighting Fantasy, furono pubblicati dalle Edizioni EL, solo dodici libri su una sessantina.

## Faccia a faccia
La prima coppia di libri è la traduzione di Fighting Fantasy: Clash of the Princes della Penguin, mentre la seconda è della collana Double Game della Doubleday. La seconda coppia di libri della collana Double Game, composta da The City of Shadows 1: Coreus the Prince e The City of Shadows 2: Bardik the Thief è rimasta inedita. Potevano essere giocati singolarmente o in coppia con un altro giocatore, che controllava il personaggio complementare a quello del proprio libro.
1a) Andrew Chapman, Martin Allen. Sfida per il trono - Il libro del guerriero (The Warrior's Way, 1986), trad. Eleonora Baron e Saulo Bianco, 1988
1b) Andrew Chapman, Martin Allen. Sfida per il trono - Il libro del mago (The Warlock's Way, 1986), trad. Eleonora Baron e Saulo Bianco, 1988.
2a) Simon Farrell, Joanathan Farrel. La valle dei sogni - Darian il mago (The Glade of Dreams 1: Darian - Master Magicia, 1987), tr. Elena Colombetta, 1989.
2b) Simon Farrell, Joanathan Farrel. La valle dei sogni - Issel il guerriero (The Glade of Dreams 2: Issel - Warrior King, 1987), tr. Elena Colombetta, 1989.

## Fire*Wolf
(presentazione della serie)
Traduzione della serie Sagas of the Demonspawn di J.H. Brennan, autore anche di Alla corte di Re Artù e Horror Classic, è composta da quattro libri e narra le avventure di Fire*Wolf, giovane barbaro esiliato che si scopre figlio di un potente mago e deve combattere contro i terribili demoni. Risente della scarsissima giocabilità dovuta all'elevata difficoltà della meccanica di gioco, decisamente ridondante ed inutilmente complessa.
L'autore definisce la serie un romanzo di partecipazione. Anche se il giocatore controlla le azioni di Fire*Wolf, non si identifica con il barbaro a cui il testo si riferisce in terza persona. Vi sono sette caratteristiche (Forza, Velocità, Resistenza, Coraggio, Fortuna, Carisma, Fascino) determinate da un lancio di dadi. La loro somma dà i punti vita del personaggio. Vi sono poi un punteggio di abilità (sorta di punti esperienza) e di potere (per lanciare incantesimi). Il combattimento viene risolto con l'uso di dadi. Si possono trovare vari oggetti, il più importante dei quali è la Spada del Destino, arma magica dai sinistri poteri cui Fire*Wolf si lega suo malgrado nel primo libro.
1. Il barbaro ribelle (Fire*Wolf, 1984), tr. Laura Pelaschiar (McCourt), 1992.
Esiliato dal suo villaggio, Fire*Wolf passa attraverso varie avventure nel regno di Harn fino ad incontrare suo padre e i demoni.
2. Le cripte del terrore (The Crypts of Terror, 1984), tr. Marco Spada, 1992.
Fire*Wolf, diventato un nobile di Harn per discendenza, deve acquisire potere magico, risvegliare il Re da un magico sonno e sconfiggere il regno di Kaandor.
3. Nel regno dei demoni (Demondoom, 1985), tr. Stefano (Alfiero) D'Aprile, 1992.
La morte del Re priva il regno della protezione magica necessaria. Fire*Wolf deve distruggere i demoni servendosi della potente Sfera d'Oro.
4. Le radici del male (Ancient Evil, 1985), tr. Marco Spada, 1993.
I demoni sono sconfitti, ma ora devono essere affrontati i tre potenti maghi che li evocarono.

## Golden Dragon
Traduzione della serie di avventure fantasy Golden Dragon Fantasy Gamebooks. Il sistema di gioco è simile e un poco più semplice di quello della serie Fighting Fantasy; i personaggi sono definiti da tre caratteristiche (vigore, psi e agilità) e il combattimento viene risolto con i dadi. Sono stati tradotti tutti i libri, tranne l'ultimo Castle of Lost Souls.
1. Dave Morris. La casa di tenebra (Crypt of the Vampire, 1984), tr. Laura Pelaschiar (McCourt), 1993.
2. Oliver Johnson, Dave Morris. Il tempio di fiamma (The Temple of Flame, 1984), tr. Laura Pelaschiar (McCourt), 1993.
3. Oliver Johnson. Il signore dell'ombra (The Lord of Shadow Keep, 1985), tr. Laura Pelaschiar (McCourt), 1994.
4. Dave Morris, L'occhio del dragone (The Eye of the Dragon, 1985), tr. Laura Pelaschiar (McCourt), 1994.
5. Oliver Johnson. La maledizione del faraone (Curse of the Pharaoh, 1985), tr. Laura Pelaschiar (McCourt), 1994.

## Grecia Antica
(presentazione della serie)
La serie Grecia Antica è la traduzione della serie Cretan Chronicles di Butterfield, Honigmann e Parker, ambientata nella mitologia greca. Il protagonista è Alteo, fratello di Teseo. Nella finzione della serie, diversamente dal racconto mitologico, Teseo è morto a Creta affrontando il Minotauro, e Alteo ha il compito di cimentarsi nella stessa impresa. Affascinante per i richiami alla mitologia greca e per l'ottima qualità letteraria, è una delle serie più amate.
Il personaggio è descritto da quattro punteggi: potenza, protezione (valori di riferimento per attacco e difesa in combattimento), onore e infamia. Questi due valori variano secondo il comportamento di Alteo e sono molto importanti: essi infatti influenzano il comportamento dei personaggi e degli dei verso il protagonista. Il combattimento viene risolto con il lancio dei dadi, modificati dal valore di potenza e protezione. Chi viene colpito passa da "sano" a "ferito", poi a "ferito gravemente" e infine a "morto". Vincendo il combattimento si torna a "sano".
Importante è il ruolo degli dei: alla creazione del personaggio, il giocatore deve scegliere un dio Protettore tra Atena, Apollo, Poseidone, Afrodite, Ares, Era: ognuno elargisce un particolare beneficio e può aiutare il protagonista in diverse situazioni. Inoltre nel corso della storia il comportamento del protagonista causerà il favore o lo sfavore delle varie divinità, scatenando diversi eventi e sviluppi di trama. Infine è possibile invocare Zeus una volta per libro per salvarsi dalla morte o per recuperare l'onore.
Altra caratteristica è la meccanica delle "preveggenze": alcuni paragrafi sono marcati in corsivo, indicando la possibilità per il personaggio di compiere un'azione diversa dalle scelte elencate a fine paragrafo, senza che il testo ne espliciti la natura. In questo caso il giocatore avanza di 20 paragrafi per scoprire l'esito della sua azione. La meccanica vuole valorizzare la sintonia del giocatore con l'ambientazione facendo leva sul suo intuito: se la "preveggenza" viene seguita in situazioni che nel mondo classico possono essere definite ordinarie, il personaggio viene spesso punito. Se invece il giocatore segue la "preveggenza" in un contesto particolare, l'eroe viene premiato da un esito positivo.
La serie è composta dai seguenti libri:
1. John Butterfield, David Honigmann, Philip Parker. In viaggio verso Creta (Bloodfeud of Altheus, 1985), tr. Flavio Gregori, 1986.
Alteo deve viaggiare da Trezene ad Atene attraverso mille pericoli per imbarcarsi verso Creta e vendicare Teseo.
2. John Butterfield, David Honigmann, Philip Parker. Alla corte di Minosse (At the Court of King Minos, 1985), tr. Flavio Gregori, 1987.
A Creta bisogna prima trovare aiuto tra gli enigmatici ed ambigui personaggi che frequentano il palazzo di Minosse, poi entrare nel labirinto e affrontare il Minotauro.
3. John Butterfield, David Honigmann, Philip Parker. Il ritorno (Return of the Wanderer, 1986), tr. Flavio Gregori, 1987.
È indispensabile compiere un atto che fa adirare gli dei. Per espiare tale colpa è necessario compiere un lungo viaggio, ispirato all'Odissea, prima di tornare a Trezene.

## Guerrieri della strada
Guerrieri della Strada (Freeway Warrior) è una serie di 4 librogame scritti da Joe Dever e ambientati negli Stati Uniti sconvolti da una devastante esplosione nucleare. Un gruppo di sopravvissuti deve viaggiare dal Texas alla California, più sicura e quasi risparmiata dalla catastrofe. Pubblicati in lingua originale dal 1988 al 1990 dalla Beaver Books, sono stati pubblicati integralmente in Italia dalla Edizioni EL tra il 1990 e il 1991.
La serie è composta dai seguenti libri:
1. Viaggio disperato (Highway Holocaust, 1988), tr. Saulo Bianco, 1990.
È la prima parte del viaggio. Il gruppo deve raggiungere un'altra comunità di sopravvissuti a Big Spring.
2. Agguato in montagna (Slaughter Mountain Run, 1988), tr. Saulo Bianco, 1990.
Il convoglio si mette in viaggio verso El Paso nonostante sia braccato dalle bande di motociclisti, mentre Mark Phoenix deve liberare la giovane Kate dalle grinfie del loro capo Mad Dog Michigan.
3. La zona omega (The Omega Zone, 1989), tr. Laura Pelaschiar (McCourt), 1990.
Il viaggio verso Tucson deve proseguire, ma i motociclisti assediano El Paso. Mark, insieme a un gruppo di soldati, deve impedire che Mad Dog faccia saltare il forte in cui sono asserragliati i sopravvissuti e garantire una via di fuga al convoglio.
4. Verso la California (California Countdown, 1989), tr. Saulo Bianco, 1991.
L'ultima tappa del viaggio, dove alle consuete insidie si aggiunge una misteriosa epidemia, che rischia anche di uccidere l'amata Kate.

## Horror classic
La serie ispirata dai grandi capolavori dell'horror classico e scritta da J.H. Brennan, si compone solamente di due titoli; la particolarità della serie è che in ognuno dei due volumi il giocatore può decidere se interpretare il "cattivo" o il "buono" della storia, seguendo i paragrafi dispari in un caso e i paragrafi pari nell'altro. L'autore è stato particolarmente bravo riuscendo ad esprimere bene il punto di vista di entrambi i personaggi, cosicché in ogni caso si ha sempre l'impressione di interpretare il personaggio "buono".Ci sono alcune differenze nelle regole tra i due volumi: nel primo saranno presenti denaro e passaggi segreti mentre nel secondo saranno assenti. Poiché di fatto si tratta di due librogame condivisi nello stesso volume, ogni paragrafo è diviso in una sezione locazione (che descrive le stanze) e un'azione che contiene eventi e scelte, ma richiama a volte la sezione locazione per la descrizione dei luoghi.
1. Il conte Dracula (Dracula's Castle, 1986), tr. Alessandra Dugan, 1987.
I personaggi interpretabili sono il conte Dracula, che deve cercare di uccidere Van Helsing oppure Jonathan Harker che ovviamente deve cercare di uccidere Dracula.
2. Frankenstein (The Curse of Frankenstein, 1986), tr. Alessandra Dugan, 1987.
Il mostro di Frankenstein e il suo creatore il Barone Victor, si danno la caccia tra le nevi perenni dell'artico.

## La Terra di Mezzo
Traduzione parziale della serie di librogame Middle-earth Quest pubblicati dalla ICE e basati sul ciclo del Signore degli Anelli di J.R.R. Tolkien. Inizialmente la ICE pubblicò una serie intitolata Tolkien Quest, ma dovette sospenderla per seri problemi legali. la ICE aveva ottenuto nel 1982 una licenza dalla Tolkien Enterprise per la pubblicazione di giochi basati sulle opere di Tolkien e riteneva che questa copriva anche i librogame, ma dopo la pubblicazione del terzo libro la George Allen & Unwin (che aveva in licenza la pubblicazione dei libri di Tolkien) fece causa alla Tolkien Enterprise e alla ICE per violazione del contratto. La ICE fu forzata a ritirare e distruggere tutte le copie dei libri: 1. Night of the Nazgûl, 2. The Legend of Weathertop, 3. Rescue in Mirkwood, (con il terzo, la serie Tolkien Quest cambiò titolo in Middle-earth Quest), 4. Murder at Minas Tirith, che era stato stampato ma non ancora distribuito. Il danno conseguente ammontò a circa 2,25/2,5 milioni di dollari e insieme a problemi simili con i librogame basati sulla serie di Narnia fecero quasi fallire la ICE. Nel 1988 venne negoziato un nuovo contratto e vennero pubblicati nuovi libri sotto licenza dalla George Allen & Unwin, che mantennero il titolo Middle-earth Quest, ma ricominciarono la numerazione. In seguito al calo di interesse generale per i librogame, la serie originale si interruppe prima di pubblicare tutti i libri previsti (Race from Rivendell, Pirates of Pelargir, Lost in the Lonely Mountain, Quest for the Palantir: The Ruins of Annuminas e Mission to Mordor). Nonostante fossero annunciati, non vennero pubblicati.
In italiano, dalle Edizioni EL sono stati pubblicati:
1. Terry K. Amthor. Una spia a Isengard (A Spy in Isengard, 1988), tr. Roberta Gefter Wondrich, 1991.
2. Kevin Barrett, Saul Peters. Tradimento alla fortezza (Treason at Helm's Deep, 1988), tr. Angela Izzo, 1991.
3. Susan Mathews, John David Ruemmler. Le miniere di Moria (Mines of Moria, 1988), tr. Flavio Gregori, 1992.
4. Milt Creighton. Alla ricerca del Palantir (Search for the Palantir, 1989), tr. Costanza Galbardi, 1992.

## Leggende e malefici
Traduzione della serie francese Légendes et maléfices che avrebbe dovuto essere composta da quattro libri, ma venne interrotta subito dopo il primo. Il personaggio ha quattro attributi (costituzione, forza, destrezza e intelligenza), con costituzione che svolge il ruolo dei punti ferita ed è pari alla somma degli altri tre. Ogni volta che si viene feriti si perdono punti costituzione e si deve diminuire della stessa quantità un attributo. La risoluzione delle azioni non usa metodi casuali, ma semplicemente confronta il valore di uno degli attributi con una soglia fissa, per cui il giocatore deve prestare attenzione a gestire le sue abilità e a scegliere quali diminuire quando viene ferito.
1. Doug Headline, Stéphane Salvetti. La nascita del male (La Naissance du mal , 1987), tr. Jean-Luc Blondeau, 1993.

## Lupo Solitario
Lupo Solitario (Lone Wolf) è una serie di 28 librogame ambientata nel Magnamund e appartenente all'omonima saga, creata da Joe Dever ed inizialmente illustrata da Gary Chalk, che narra, in prima persona, le avventure del Maestro Ramas Lupo Solitario. È probabilmente la serie più famosa delle 34, l'unica che ha correlati romanzi, giochi di ruolo, alcuni videogames e un fumetto oltre ad avere un numeroso movimento fandom. Due nuovi libri sono stati pubblicati negli anni dieci del nuovo millennio: Le tempeste del Chai (2015) e Morte nell'abisso (2018).

## Misteri d'Oriente
Traduzione integrale della serie francese La Saga du Prêtre Jean di Doug Headline e Dominique Monrocq, pubblicata dalla Hachette. Il lettore assume il ruolo del leggendario Prete Gianni, che in questa saga viene immaginato al servizio di Riccardo Cuor di Leone alla ricerca della mitica città di Shangri-La. Il personaggio è definito dai punteggi di Forza e Vitalità, ed ha a disposizione una bisaccia che può contenere 10 oggetti, oltre a una borraccia con capacità di 4 razioni di acqua.
La saga originale si interruppe dopo i primi cinque libri e gli ultimi tre previsti non furono mai pubblicati (Au pays des Dragons, Le desert de la Mort e Shangri-la!).
1. Il Vecchio della Montagna (La forteresse d'Alamut, 1986), tr. Eleonora Baron, 1989.
2. L'Occhio della Sfinge (L'œil du Sphinx, 1986), tr. Francesca Gregoratti, 1989.
3. Le Miniere di re Salomone (Les mines du roi Salomon, 1986), tr. Eleonora Baron, 1989.
4. I Segreti di Babilonia (Les mysteres de Babylone, 1986), tr. Eleonora Baron, 1990.
5. Gli Adoratori del Male (Les adorateurs du Mal, 1987), tr. Eleonora Baron, 1990.

## Ninja
Traduzione integrale della serie inglese The Way of the Tiger scritta da Mark Smith, Jamie Thomson e originariamente pubblicata dalla Knight Books nel Regno Unito. Nella creazione del personaggio, il giocatore è chiamato a scegliere quali fra le arti del ninjutsu sono state apprese dal suo ninja. Similmente alla serie di Lupo Solitario, al termine di una missione (ovvero, dopo aver completato con successo uno dei libri) il giocatore può aggiungere un'arte a quelle conosciute.
È ambientata nel mondo di Orb, già comparso nel librogame Talisman of Death nella serie Dimensione avventura. Il prequel Ninja! (2014) e il libro finale Redeemer! (2015) furono autopubblicati dagli autori su Amazon e successivamente pubblicati in cartaceo dalla Megara Entertaintment
1. Vendicatore! (Avenger!, 1985), tr. Albachiara Leo, 1991.
2. Assassino! (Assassin!, 1985), tr. Albachiara Leo, 1992.
3. Usurpatore! (Usurper!, 1985), tr. Laura Pelaschiar (McCourt), 1992.
4. Signore supremo! (Overlord!, 1986), tr. Angela Izzo, 1992.
5. Guerriero! (Warbringer!, 1986), tr. Saulo Bianco, 1992.
6. Inferno! (Inferno!, 1987), tr. Angela Izzo, 1992.

Da questa serie vennero tratti ufficialmente i videogiochi The Way of the Tiger e Avenger nel 1986.

## Oberon
Oberon (The World of Lone Wolf) è una serie di 4 librigame, creati da Joe Dever e Ian Page, ambientati nello stesso mondo della collana Lupo Solitario, il Magnamund.
1. Oberon il giovane mago (Grey Star the Wizard, 1985), tr. Giulio Lughi e Judy Moss, 1986.
2. La città proibita (The Forbidden City , 1986), tr. Judy Moss e Erica Bundi, 1986.
3. Il cancello dell'ombra (Beyond the Nightmare Gate, 1986), tr. Erica Bundi, 1987.
4. La guerra dei maghi (War of the Wizards, 1986), tr. Erica Bundi, 1988.

## Oltre l'incubo
Traduzione integrale della collana inglese Forbidden Gateway, scritta da Ian Bailey e Clive Bailey e pubblicata dalla Magnet. L'ambientazione è ispirata alle atmosfere horror dei romanzi di H. P. Lovecraft.
1. Il regno dell'ombra (Where the Shadows Stalk, 1985), tr. Luisella Brugiapaglia, 1987.
2. Nel vortice del tempo (Terrors Out of Time, 1985), tr. Luisella Brugiapaglia, 1987.

## Partita a quattro
Traduzione del primo gruppo di quattro libri della serie Défis et sortilèges, ognuno dei quattro libri può essere giocato da solo o insieme agli altri tre, fino a un massimo di quattro personaggi che esplorano la stessa zona. Il secondo gruppo dei successivi quattro libri della serie: 5. Les héritiers de Dorgan, 6. Le sanctuaire des Horlas, 7. La huitième porte, 8. L'ultime réincarnation, anch'essi giocabili in singolo o in collaborazione, è rimasto inedito in italiano.
1. Gildas Sagot. Caithness l'elementalista (Caïthness l'élémentaliste, 1988), tr. Eleonora Baron, 1991.
2. Gildas Sagot. Keldrilh il menestrello (Keldrilh le Ménestrel, 1988), tr. Eleonora Baron, 1991.
3. Bruno Giraudon. Pereim il cavaliere (Péreim le Chevalier, 1988), tr. Eleonora Baron, 1991.
4. Gildas Sagot. Kandjar il mago (Kandjar le Magicien, 1988), tr. Eleonora Baron, 1991.

## Realtà & fantasia
Traduzione parziale della serie 'Starlight Adventure indirizzata a un pubblico femminile, sono rimasti inediti tre libri della serie: Star Rider, Riddle of the Runaway e Ice Dancer.
1. Elizabeth Steel. Intrigo in FM (Danger on the Air, 1985), tr. Francesca Gregoratti, 1987.
2. Pat Hewitt. Trance (Trance, 1985), tr. Simona Sideri, 1987.
3. Kim Jordan. L'isola dei misteri (Island of Secrets, 1985), tr. Luisdella Brugiapaglia, 1988.

## Realtà virtuale
Traduzione integrale della serie inglese Virtual Reality. Il giocatore crea un personaggio scegliendo un elenco di opzioni predefinite, ognuna di esse include una lista di abilità, di equipaggiamento e un certo numero di punti ferita e di denaro. Le azioni non sono risolte in maniera casuale, ma determinate dal possedere o meno certe abilità.
1. Mark Smith. La foresta degli elfi (Green Blood, 1993), tr. Costanza Galbardi e Fabio Accurso, 1994.
2. Dave Morris. L'abisso dei morti viventi (Down Among the Dead Men, 1993), tr. Costanza Galbardi e Fabio Accurso, 1994.
3. Mark Smith. Le spire dell'odio (The Coils of Hate, 1993), tr. Mariangela Busi, 1994.
4. Dave Morris. Il collare di teschi (Necklace of Skulls, 1993), tr. Costanza Galbardi e Fabio Accurso, 1994.
5. Dave Morris. Cuore di ghiaccio (Heart of Ice, 1994), tr. Fabio Accurso, 1995.
La terra sta vivendo una seconda era glaciale a causa del malfunzionamento di GAIA, un supercomputer che controlla il clima. In questa ambientazione apocalittica il protagonista intraprende la ricerca di un meteorite che dona immensi poteri.
6. Dave Morris. I misteri di Baghdad (Twist of Fate, 1994), tr. Fabio Accurso, 1996.

Da Il collare di teschi è stato tratto il videogioco ufficiale Necklace of Skulls per dispositivi mobili nel 2014.

## Robin Hood
Traduzione della serie inglese Robin of Sherwood basata sulla serie televisiva Robin Hood (Robin of Sherwood). Il sistema è simile a quello di Lupo Solitario, ma il personaggio invece di essere generato casualmente viene costruito a punti.
1. Graham Staplehurst e Paul Mason (non accreditato). Il demonio del re (The King's Demon, 1987), tr. Elena Colombetta, 1991.
2. Graham Staplehurst (non accreditato) e Paul Mason. La spada del templare (The Sword of the Templar, 1987), tr. Elena Colombetta, 1991.

## Rupert il selvaggio
(presentazione della serie)
Traduzione della serie Battle Quest, composta da due volumi molto simili tra loro, in cui un eroe barbarico deve uccidere mostri e collezionare tesori. Ha avuto poco successo in Italia e all'estero, dove però era dotata di kit di gioco come griglia per decodificare o contatore dei tesori raccolti. Il personaggio, Rupert, ha un punteggio di forza pari a 6, che scende colpo dopo colpo (se colpiti si deve abbandonare il combattimento in corso). Bisogna trovare un massimo di 8 tesori, a disposizione ci sono oggetti magici, come la pergamena delle lettere misteriose o formula d'incantamento che svelano alcune indicazioni in codice.
1. Stephen Thraves. L'isola delle caverne (Caves of Fury, 1992), tr. Roberta Gefter Wondrich, 1993.
Per vendicare la morte dei figli del vecchio Sageor, Rupert accetta di recarsi sull'isola dominata da Cragliff l'Iracondo, con lo scopo di uccidere più mostri possibili portando via il massimo dei tesori che custodiscono.
2. Stephen Thraves. Il tunnel dei diamanti (Tunnels of Fear, 1992), tr. Roberta Gefter Wondrich, 1993.
In aiuto al regno della regina Tarsha, Rupert visiterà le miniere di diamanti per liberarle dalla maledizione imposta da Draxun, pretendente respinto della sovrana, che le ha fatte popolare di mostri dallo stregone Murgle.

## Samurai
Traduzione integrale della serie francese La Loi du sabre. I racconti sono ambientati in una versione fantasy del Giappone del XVII secolo, in cui il protagonista è un samurai.
1. Jean-Luc Cambier, Doug Headline e Éric Verhoest. La missione (La Marque du samouraï, 1987), tr. Doriana Monti, 1992.
2. Jean-Luc Cambier, Doug Headline e Éric Verhoest. Il monastero dimenticato (Le Monastère oublié, 1987), tr. Doriana Monti, 1992.
3. Jean-Luc Cambier e Éric Verhoest. I guerrieri del fuoco (Les Guerriers du feu, 1987), tr. Doriana Monti, 1993.

## Sherlock Holmes
Sherlock Holmes (Sherlock Holmes Solo Mysteries) è una serie di 8 librogame ambientati nell'Inghilterra vittoriana, negli ambienti e nelle atmosfere del personaggio creato da Arthur Conan Doyle. Sono stati originariamente pubblicati dalla ICE in collaborazione con la Berkley negli Stati Uniti nel 1987.
1. Gerald Lientz. Omicidio al Diogenes Club (Murder at the Diogenes Club, 1987), tr. Saulo Bianco, 1990.
Un uomo d'affari non tanto rispettabile viene trovato morto nella silenziosa sala di lettura del prestigioso Diogenes Club: il giocatore deve scoprire come si sono svolti i fatti.
2. Peter Ryan. Lo smeraldo del fiume nero (The Black River Emerald, 1987), tr. Saulo Bianco, 1990.
Il rampollo di una nobile famiglia porta a scuola un preziosissimo smeraldo, su cui dicono gravi una maledizione, ma viene derubato. Al suo migliore amico il compito di far luce sull'autore e sul movente.
3. Gerald Lientz. Il caso Milverton (Death at Appledore Towers, 1987), tr. Roberta Gefter Wondrich, 1990.
Un ricattatore di esponenti della nobiltà viene ucciso nella sua residenza di campagna. Un giallo classico con una conclusione sconvolgente per il lettore.
4. Gerald Lientz. Watson sotto accusa (The Crown vs. Dr. Watson, 1988), tr. Roberta Gefter Wondrich, 1991.
Lo scenario tradizionale delle indagini è sconvolto da due eventi inaspettati. Holmes è morto in un misterioso incidente, mentre Watson viene accusato di un omicidio che giura di non aver commesso.
5. Milt Creighton I Dinamitardi (The Dynamiters, 1988), tr. Roberta Gefter Wondrich, 1991.
Una bomba alla stazione della metropolitana di Paddington uccide un giovane ufficiale che non doveva trovarsi là. L'amico indaga sugli sviluppi del caso, arrivando molto lontano dal punto di partenza.
6. Gerald Lientz. Un duello d'altri tempi (The Honour of the Yorkshire Light Artillery, 1988), tr. Elena Colombetta, 1992.
La rievocazione di un duello avvenuto a Waterloo è l'occasione per la pubblica esposizione di un'aquila d'oro massiccio tempestata di gemme, vanto del reggimento di Artiglieria leggera dello Yorkshire. Il lettore deve impedirne il furto.
7. Milt Creighton. Intrigo a Buckingham Palace (The Royal Flush, 1988), tr. Marco Spada, 1992.
Una guardia di Buckingham Palace viene misteriosamente assassinata, forse da un membro della famiglia reale. Al lettore, detective di sangue blu, il compito di scoprire con molto tatto cosa è accaduto.
8. Gerald Lientz. L'erede scomparso (The Lost Heir, non pubblicato), tr. Fabio Accurso, 1993.
Un'eredità miliardaria, cinque pretendenti ognuno pronto a giurare di esserne il beneficiario. Vicenda complicata da dipanare per il giocatore.

## Simbad il marinaio
(presentazione della serie)
Traduzione della serie francese Sindbad le Magnifique, è stata una delle ultime a essere pubblicate in Italia (nel 1993). Composta di un solo volume, non ha avuto notevole successo in patria né nell'edizione italiana.
Simbad ha le due canoniche caratteristiche (Abilità e Vitalità). Il combattimento si svolge lanciando i dadi e determinando punteggi di attacco e difesa propri e degli avversari. Particolare la possibilità di una vera e propria "battaglia navale", seppur con meccanismo semplificato.
1. Doug Headline, Michel Pagel, Fred Gordon.Il principe dei ladri (Le Price des voleurs, 1987), tr. Doriana Monti, 1993.
A partire da tre possibili opportunità di guadagno, Simbad si trova invischiato in una strana vicenda in cui deve recuperare un prezioso scettro.

## Skyfall
Traduzione della serie inglese The Legends of Skyfall di David Tant. L'ambientazione è basata su un mondo fantasy abitato dai discendenti dei naufraghi di un'astronave precipitata sul pianeta. Un personaggio è descritto dai tre attributi (destrezza, vitalità e fortuna). La componente casuale viene data dal lancio di una o più monete, con regole per stabilire come sommare (o sottrarre) le teste e croci.
1. David Tant.  I mostri della palude (Monsters of the Marsh, 1985), tr. Patrizia Pedrazzini, 1992.
2. David Tant.  La piramide nera (The Black Pyramid, 1985), tr. Saulo Bianco, 1992.
3. David Tant.  Il mistero della miniera (Mine of Torments, 1985), tr. Claudio Fugaroli, 1993.
4. David Tant.  Il giardino della follia (Garden of Madness, 1985), tr. Patrizia Pedrazzini, 1993.

## Sortilegio
Traduzione della serie inglese (Sorcery!) di Steve Jackson e ambientati nello scenario fantasy di Kakhabad tra maghi, creature soprannaturali ed enigmi di ogni genere. Pubblicati in lingua originale dal 1983 al 1985, sono stati introdotti in Italia dalla casa editrice Edizioni EL, che ha pubblicato tutti i 4 libri dal 1987 al 1989.
1. Le colline infernali (The Shamutanti Hills, 1983), tr. Angela Izzo, 1987.
È la prima parte del viaggio. Bisogna attraversare i molti pericoli che le colline nascondono.
2. La città dei misteri (Kharé-Cityport of Traps, 1984), tr. Angela Izzo, 1987.
La seconda tappa è la città di Kahré. Per riuscire a superarla bisogna affrontarne le numerose insidie.
3. I sette serpenti (The Seven Serpents, 1984), tr. Angela Izzo, 1987.
Per raggiungere Mampang è necessario affrontare le desolate Baklands, cercando di uccidere i terribili sette serpenti inviati dall'arcimago.
4. La corona dei re (The Crown of Kings, 1985), tr. Angela Izzo, 1989.
L'ultima e più difficile parte dell'avventura. Bisogna entrare nella fortezza e, tra mille pericoli e enigmi, trovare l'arcimago e la corona dei re.

## Superpoteri
Traduzione della serie francese Superpouvoirs in cui il giocatore assume il ruolo di un supereroe.
1. Doug Headline e Dominique Monrocq. Il furto del meteorite (La Nuit du météore, 1986), tr. Doriana Monti, 1993.
2. Doug Headline e Dominique Monrocq. Maschera Gialla (Masque Jaune, 1986), tr. Doriana Monti, 1993.

## Time Machine
Traduzione parziale della serie statunitense Time Machine, della quale furono tradotti 10 libri su 25. Il protagonista della serie è un ragazzino, che va avanti e indietro nel corso dei secoli con l'obiettivo di risolvere vari misteri: si va dalla scomparsa dei dinosauri alla scoperta delle sorgenti del Nilo, fino alla leggendaria Atlantide. L'ordine di pubblicazione italiano è diverso da quello originale, ma comunque ognuno è una storia a sé stante.
1. David Bischoff. L'età dei dinosauri (Search for Dinosaurs, 1984), tr. Cristina Zar, 1987.
La missione consiste nel trovare tracce dell'Archaeopeteryx, considerato anello di congiunzione evolutiva tra dinosauri ed uccelli.
2. Robert W. Walker. Le sorgenti del Nilo (Search for the Nile, 1986), tr. Cristina Zar, 1987.
Il compito è trovare le sorgenti del fiume Nilo, all'epoca noto come Congo, e scovare l'esploratore che per primo le ha scoperte.
3. Jim Gasperini. Sulle navi pirata (Sail with Pirates, 1984), tr. Cristina Zar, 1987.
Bisogna trovare il relitto del più grande galeone mai affondato nel Mar dei Caraibi e prelevare una parte del tesoro che portava con sé.
4. Stephen Overholser. Selvaggio West (Wild West Rider, 1985), tr. Cristina Zar, 1988.
Lo scopo è capire quali siano state le cause dell'improvvisa scomparsa del Pony Express, il servizio postale veloce che collegava l'Est e l'Ovest degli Stati Uniti.
5. Susan Nanus e Marc Kornblatt. Missione a Varsavia (Mission to World War II, 1986), tr. Nicoletta Figelli, 1989.
L'obiettivo è infiltrarsi a Varsavia durante la seconda guerra mondiale, incontrare lo storico Emanuel Ringelblum e riportare con sé le informazioni che ha sottratto ai nazisti.
6. Michael Reeves e Steve Perry. La spada del samurai (Sword of the Samurai, 1984), tr. Stefano (Alfiero) D'Aprile, 1991.
La missione richiede di recarsi in Giappone durante l'epoca medievale e ritornare con la spada del samurai più grande dell'epoca, Miyamoto Musashi.
7. Richard Glatzer. Le sette città d'oro (Quest for the Cities of Gold, 1987), tr. Mariangela Bruna, 1992.
Bisogna seguire i primi esploratori del continente americano, trovare la capitale delle leggendarie sette città d'oro e ritornare con una prova del viaggio compiuto.
8. Ruth Ashby. Alla ricerca di Re Artù (Quest for King Arthur, 1988), tr. Patrizia Pedrazzini, 1993.
Compito del giocatore è gettare luce definitiva sulla figura di re Artù, scoprendo se sia un sovrano realmente esistito e quanto del suo mito sia frutto di invenzione.
9. Jim Gasperini. Il mistero di Atlantide (The Mystery of Atlantis, 1985), tr. Patrizia Pedrazzini, 1993.
Gli obiettivi della missione sono di trovare Atlantide, il continente perduto e scoprire le cause della sua scomparsa.
10. Marc Kornblatt. Le fiamme dell'Inquisizione (Flame of the Inquisition, 1986), tr. Costanza Garibaldi e Fabio Accurso, 1993.
Scopo dell'avventura scoprire perché la regina Isabella permise di agire al tribunale dell'Inquisizione nel quindicesimo secolo.

## Unicorno
Traduzione della serie inglese Fatemaster. Caratteristica particolare della serie è che man mano che il giocatore esplora il libro gli vengono dati dei pezzi di mappa (divisa in esagoni per gli ambienti esterni e in quadretti per quelli interni). Non vengono usati punti ferita, ma persi punti attributo e il personaggio ha accesso a degli incantesimi, anche se non in maniera flessibile come per la serie Sortilegio. Oltre ai due pubblicati, era stato progettato un terzo volume "Marauders at Redmarsh" che non vide la luce.
1. Paul Vernon. Tradimento a Drakenwood (Treachery in Drakenwood, 1986), tr. Flavio Gregori, 1993.
2. Paul Vernon. Il signore del fuoco (Fortress of the Firelord, 1986), tr. Flavio Gregori, 1993.

## Uno sguardo nel buio
Gioco di ruolo tedesco (Das Schwarze Auge) per il quale furono pubblicate una serie di sei avventure, seguite da altre due successivamente alla pubblicazione di un approfondimento delle regole.